# Giovanni Bona

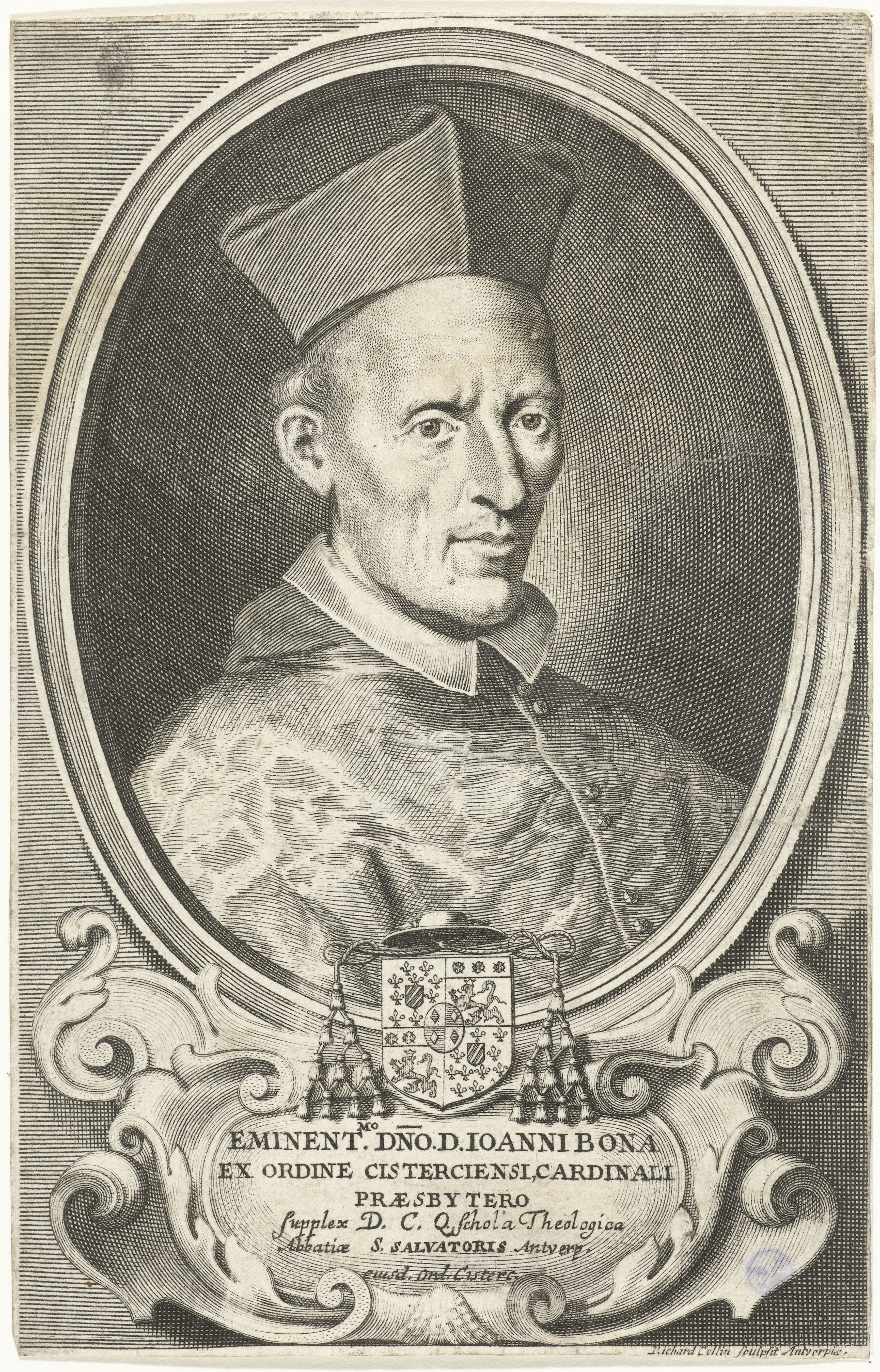
Giovanni Kardinal Bona SOCist (Porträtstich von Richard Collin, um 1675)

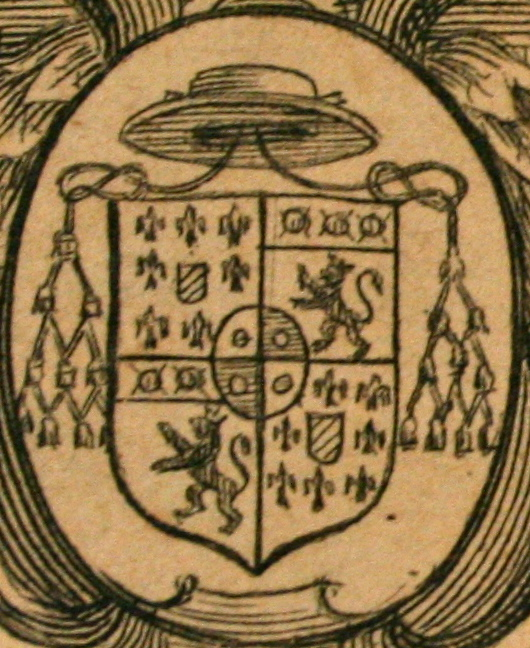
Bonas Kardinalswappen

Giovanni Bona SOCist (* 10. Oktober 1609, nach manchen am 12. oder 19. Oktober 1609, in Mondovì im Piemont; † 28. Oktober 1674 in Rom) war Zisterzienser der italienischen Feuillanten-Kongregation, Pionier der neuzeitlichen Liturgiewissenschaft, geistlicher Schriftsteller und Kardinal.

## Leben und Wirken
Giovanni Bona (lateinisch Ioannes Bona) stammte aus einer piemontesisch-französischen Familie. Sein Vater, ein Berufssoldat in leitender Stellung, hatte für ihn eine militärische Laufbahn geplant. Giovanni Bona aber trat nach dem Besuch des Jesuitenkollegs von Mondovì 1625 in das Kloster Santa Maria de Pignerol der zisterziensischen Feuillanten-Kongregation ein, die er von ihrer Niederlassung bei Mondovì kannte. Seine monastische und theologische Ausbildung erhielt er hier in Pinerolo sowie in Asti und Rom. 1633 empfing er die Priesterweihe, ab 1636 lehrte er in der Abtei Madonna di Vicoforte in Mondovì Theologie. Nach einer kurzen Amtszeit als Prior von Asti 1639/40 zog er sich für fünf Jahre zum intensiven Studium in ein Feuillantenkloster von Turin zurück. Seit 1645 war er wieder Prior von Asti, seit 1648 Abt von Mondovì.
Von 1651 bis 1654 und von 1657 bis 1664 leitete Bona die italienische Feuillanten-Kongregation als deren Generalabt in Rom. Durch seine Publikationen zur Liturgie, Aszetik und Mystik erwarb sich Bona rasch große Anerkennung in katholischen Gelehrtenkreisen. Neben seiner theologischen Bildung ließ Bona durch sein Interesse an klassischer Literatur, Religionsgeschichte, Mathematik, Musik und Poesie das Streben eines Humanisten erkennen.
Bona genoss das besondere Vertrauen von Papst Alexander VII., der ihn in verschiedene Kuriengremien (Ritenkongregation, Kongregation des Index, Kongregation De Propaganda Fide, Kongregation der Inquisition) berief und ihn als Berater und geistlichen Begleiter für sich selbst in Anspruch nahm. Bona stand zudem mit vielen Gelehrten u. a. mit den Maurinern Luc d’Achery und Jean Mabillon und mit den Bollandisten Godefroid Henschen und Daniel Papebroch in regem Briefkontakt und unterstützte deren Arbeiten mit der Zusendung von Kopien besonderer Manuskripte aus römischen Bibliotheken. Als einflussreiches Kurienmitglied setzte er sich mehrfach für eine schonende und faire Beurteilung von Autoren mit Häresieverdacht ein. Persönlich fromm und für Arme freigebig, pflegte er selbst einen anspruchslosen Lebensstil. Papst Klemens IX. erhob Abt Bona im Konsistorium von 29. November 1669 zum Kardinal. Im Mai 1670 wurde Bona vom neuen Pontifex Klemens X. als Kardinalpriester der Titelkirche San Bernardo alle Terme installiert, deren erster Titelinhaber er damit wurde. Diese seine Titelkirche, die schon seit Jahrzehnten das geistliche Zentrum der italienischen Feuillanten-Kongregation war, ließ er gründlich restaurieren und teilweise neu ausstatten. In dieser Kirche fand er nach seinem Tod 1674 auch sein Grab.
Kardinal Bona nahm am Konklave 1669–1670 teil, das Klemens X. wählte.

## Werke

### Zur Liturgie
Bonas Traktat De divina psalmodia (Paris 1663) beeindruckt durch die Fülle der Literaturangaben und die umfassende Darstellung der Geschichte der Stundenliturgie. Dieses Frühwerk Bonas leidet aber noch sehr unter der uneinheitlichen Konzeption mit vielen aszetischen Exkursen, persönlichen Anmerkungen und poetischen Ausführungen.
Zitat über die heiligen Zeremonien: „daß sie nämlich den Geist zur Würdigung des Heiligthums erheben, das Gemüth tief ansprechen, die Frömmigkeit nähren, die Liebe entzünden, dem Glauben Wachsthum verleihen, die Andacht stärken, die Einfältigen unterrichten, den Gottesdienst würzen, die Religion zieren und die wahren Christen von den Afterchristen unterscheiden.“ (Cardinal Johannes Bona, Psalmod. Cap 19 §3 n.1., Antwerpiae 1739)
Mit dem liturgisch-aszetischen Traktat De sacrificio Missae (Rom 1668) gibt Bona seinen zeitgenössischen Priestern ein Erbauungsbuch in die Hand, das ihnen als eine Anleitung für eine möglichst bewusst und fruchtbar gefeierte Eucharistiefeier dienen soll. Es ist bis in das 20. Jahrhundert in vielen Auflagen erschienen.
Das Hauptwerk Bonas sind seine Rerum liturgicarum libri duo (Rom 1671). Mit dieser Publikation schuf er das erste umfassende Gesamtwerk über die Geschichte der Eucharistiefeier und ihrer Teile überhaupt. Die Fülle an Quellenmaterial – aus biblischer, urchristlicher, frühchristlicher und mittelalterlicher Zeit –, verbunden mit Stellungnahmen seiner zeitgenössischen Autoren ließen diese Veröffentlichung für mehrere Generationen zu einem wertvollen Nachschlagewerk über die verschiedenen historischen Entwicklungen um die Eucharistiefeier werden. Weil Bona darin die Genese der Eucharistiefeier so umfassend, schon weitgehend ohne konfessionelle Polemik und bereits mit der durch den Humanismus gereiften, historischen Methode darstellt, wird er mitunter ein Begründer der neuzeitlichen Liturgiewissenschaft genannt.

### Zur Aszetik
Die Manuductio ad coelum (Rom 1658) ist ein aszetischer Traktat, in dem Bona mit vielen Ermunterungen und manchen strengen Ermahnungen zu einem Fortschritt im geistlichen Leben anspornt. Er übernimmt darin Weisheiten antiker Stoiker (Seneca, Epiktet, Mark Aurel), vor allem aber spirituelles Gedankengut der christlichen Tradition. Noch zu Bonas Lebzeiten erfuhr dieses Werk über 15 Neuauflagen, denen viele weitere bis in das 20. Jahrhundert folgten. Aufgrund ihres einfachen Stils, der direkten Anrede und des erbaulichen Inhalts wurde diese Publikation immer wieder mit der Nachfolge Christi des Thomas von Kempen verglichen.
Die Principia vitae christianae (Rom 1674) weisen Bona ebenfalls als Lehrmeister der aszetischen Erbauungsliteratur aus. Diese Veröffentlichung ist stark vom Kirchenlehrer Augustinus geprägt.
Der Cursus vitae spiritualis (Rom 1674) geht auf ein Frühwerk Bonas zurück, das kurz nach Bonas Tod sein Mitbruder Carlo Giuseppe Morozzo unter eigenem Namen ediert hat. Es besteht in einem scholastisch geprägten aszetischen Traktat, der die geistlichen Stadien der Reinigung, Erleuchtung und Vereinigung ausführlich beschreibt.
Das ebenfalls posthum publizierte Horologium asceticum (Paris 1676) ist ein geistlicher Stundenplan, in dem Bona viele Ratschläge zu einer christlich-spirituellen Tagesgestaltung erteilt.

### Zur Mystik
In seiner Via compendii (Rom 1657) fasst Bona die mystischen Erfahrungen zusammen, wie sie von christlichen Autoren der Tradition und seiner Zeit beschrieben werden. Besonders intensiv widmet er sich den Aspirationsgebeten (adspirationes), das heißt den persönlichen Gebetsworten, die ähnlich den Stoßgebeten einen sehr unmittelbaren Kontakt mit Gott voraussetzen, dabei aber weit ausholend und ausführlich das Verlangen zu Gott hin ausdrücken.
Der De discretione spirituum liber unus (Rom 1672) ist ein umfassendes Kompendium mit vielen Quellenzitaten zum Thema der Unterscheidung der Geister. Bona hat es vor allem als Handbuch für Beichtväter und geistliche Begleiter geschrieben. Er wollte ihnen damit eine Hilfe geben, mit der sie die geistlichen Erfahrungen der Menschen einordnen können.

### Weitere publizierte Werke
Außerdem wurden nach Bonas Tod (1674) sein geistliches Testamentum (Florenz 1675), seine Mahn- und Trostschrift De praeparatione ad mortem (Palestrina 1731), sein Exerzitienbüchlein Phoenix redivivus (Paris 1847) und sein Florilegium Hortus caelestium deliciarum (Rom 1918) veröffentlicht.